# Перси, Элджернон, 6-й герцог Нортумберленд
Элджернон Джордж Перси, 6-й герцог Нортумберленд (англ. Algernon George Percy, 6th Duke of Northumberland; 20 мая 1810 — 2 января 1899) — британский аристократ и консервативный политик. Он именовался лордом Ловейном в 1830—1865 годах и графом Перси в 1865—1867 годах. Он занимал должность в правительстве графе Дерби в качестве генерального казначея и вице-президента Торгового совета в 1859 году и в правительстве Бенджамине Дизраэли в качестве лорда-хранителя печати в 1878—1880 годах.

## Предыстория
Родился 20 мая 1810 года. Старший сын Джорджа Перси, лорда Ловейна (1778—1867), старшего сына Элджернона Перси, 1-го графа Беверли (1750—1830), младшего сына Хью Перси, 1-го герцога Нортумберленда (1715—1786). В 1865 году лорд Беверли унаследовал герцогство Нортумберленд от своего двоюродного брата, Элджернона Перси, 4-го герцога Нортумберленда (1792—1865), и с тех пор лорд Ловейн стал именоваться графом Перси. Его матерью была Луиза Харкорт Стюарт-Уортли (1781—1848), дочь достопочтенного графа Джеймса Стюарт-Уортли-Маккензи (1747—1818), второго сына премьер-министра Великобритании Джона Стюарта, 3-го графа Бьюта.
Политик Лорд Джослин Перси (1811—1881) и генерал-лейтенант лорд Генри Перси (1817—1877) были его младшими братьями.
Элджернон Перси, будущий герцог Нортумберленд, учился в Итонском колледже.

## Политическая карьера
Нортумберленд сидел в Палате общин в качестве члена Палаты общин от Бер-Олстон в 1831—1832 годах и Северного Нортумберленда (1852—1865). Он служил гражданским лордом Адмиралтейства в 1858—1859 годах и генеральным казначеем и вице-президентом Торгового совета в 1859 году в правительстве лорда Дерби. В 1859 году он стал членом Тайного совета Великобритании.
В 1867 году Элджернон Перси унаследовал герцогство после смерти своего отца и стал членом Палаты лордов. Он вошел в состав второго правительства графа Биконсфилда в качестве лорда-хранителя Малой печати в 1878 году, получив место в кабинете министров, который он занимал до падения правительства в 1880 году.
Герцог Нортумберленд также был лордом-лейтенантом Нортумберленда в 1877—1899 годах. Он был произведен в рыцари Подвязки в 1886 году.

## Семья
26 мая 1845 года Нортумберленд женился на Луизе Драммонд (? — 18 декабря 1890), дочери английского банкира, политика и писателя Генри Драммонда (1786—1860), и Генриетты Хей-Драммонд (? — 1854). У супругов было двое сыновей:
- Генри Джордж Перси, граф Перси (29 мая 1846 — 14 мая 1918), преемник отца
- Лорд Элджернон Малкольм Артур Перси (2 октября 1851 — 28 декабря 1933), с 1880 года был женат на леди Виктории Эджкамб (1859—1920), дочери Уильяма Эджкамба, 4-го графа Маунт-Эджкамба.

Луиза, герцогиня Нортумберленд, скончалась в декабре 1890 года. Нортумберленд пережил ее на девять лет и умер в январе 1899 года в возрасте 88 лет. Герцог и его жена были похоронены в фамильном склепе Перси в Вестминстерском аббатстве. Ему наследовал герцогский титул его старший сын Генри Перси, граф Перси. Второй сын Нортумберленда, лорд Элджернон Перси (1851—1933), тоже был политиком.
В поместье Перси в Алникском замке, Нортумберленд, он нанял архитектора Энтони Салвина для выполнения значительных внутренних работ в неоготическом стиле и приобрел коллекцию картин, собранную римским художником Винченцо Камуччини, чтобы добавить к картинам в Алнике, пополненную коллекцией, ранее находившейся в Нортумберленд-хаусе, Стрэнд, Лондон, которая была снесена в 1874 году.

## Титулы
- 6-й герцог Нортумберленд (с 21 августа 1867)
- 6-й граф Перси (с 21 августа 1867)
- 4-й Лорд Ловайн, барон Алник, графство Нортумберленд (с 21 августа 1867)
- 9-й баронет Смитсон из Станвика, графство Йоркшир (с 21 августа 1867)
- 3-й граф Беверли, графство Йоркшир (с 21 августа 1867).